# NGC 6786
NGC 6786 je prečkasta spiralna galaktika u zviježđu Zmaju. U međudjelovanju je s UGC 11415.

## Vanjske poveznice
- (engl.) SEDS: NGC 6786
- (engl.) Hartmut Frommert: Revidirani Novi opći katalog
- (engl.) Izvangalaktička baza podataka NASA-e i IPAC-a
- (engl.) Astronomska baza podataka SIMBAD
- (engl.) VizieR
- (engl.) Auke Slotegraaf: NGC 6786 Deep Sky Observer's Companion
- (engl.) NGC 6786  Arhivirana inačica izvorne stranice od 18. veljače 2015. (Wayback Machine) DSO-tražilica
- (engl.) Courtney Seligman: Objekti Novog općeg kataloga: NGC 6750 - 6799